# Лебедевка (Троицкий район)
Лебедевка — посёлок в Троицком районе Челябинской области России. Входит в состав Клястицкого сельского поселения.

## География
Расположен в центральной части района, на берегу реки Солодянки (левый приток Увельки). Рельеф — равнина (Западно-Сибирская равнина); ближайшие высота — 217 и 218 м. Ландшафт — лесостепь. В окрестностях — редкие колки, несколько мелких озёр и небольших болот.
Поселок связана грунтовыми дорогами с соседними населёнными пунктами; вдоль вост. окраины проходит ЮУЖД (направление Чел.— Троицк). Расстояние до районного центра (Троицк) 9 км, до центра сельского поселения (с. Клястицкое) — 7 км.

## Население
| 2002 | 2010 |
| ---- | ---- |
| 226  | ↘200 |

(в 1936 — 100, в 1959 — 169, в 1970 — 197, в 1983 — 162, в 1995 — 187)

## История
Согласно топоним легенде (запись 1927), на месте, где ныне располагается посёлок, в 1883 был построен хутор Новолебединский (позднее носил назв. Лебединский); до революции он числился в Клястицком станичном юрте 3-го воен. отдела ОКВ (Троицкий уезд Оренб. губ.). По данным переписи, в 1926 относился к Клястицкому сельсовету Троицкого округа Урал. обл., состоял из 21 х-ва (81 жит.).
В 1930 организован колхоз «Красный рассвет», который в 1935 переименован в колхоз им. 7-го съезда Советов (ему принадлежало 1634 га с.-х. угодий). Была кузница, маслобойка, жители выращивали зерновые культуры, овощи и картофель, занимались скотоводством.
В 1950 хозяйство вошло в состав колхоза им. Будённого (с. Клястицкое), в 1958 объединённое хозяйство было переименовано в колхоз «Южный Урал».

## Улицы
- Центральная
- Западная